# Trachyjulus tjampeanus
Trachyjulus tjampeanus är en mångfotingart som först beskrevs av Carl Graf Attems 1903.  Trachyjulus tjampeanus ingår i släktet Trachyjulus och familjen Cambalopsidae. Inga underarter finns listade i Catalogue of Life.